# Dorota Dzienisiuk
Dorota Dzienisiuk – polska prawnik, doktor habilitowany nauk prawnych, nauczyciel akademicki Uniwersytetu Warszawskiego, specjalistka w zakresie prawa pracy, prawa ubezpieczeń społecznych i prawa socjalnego.

## Życiorys
W 1997 ukończyła studia prawnicze na Wydziale Prawa i Administracji Uniwersytetu Warszawskiego, z wynikiem bardzo dobrym, uzyskując dyplom z wyróżnieniem. W 2003 na podstawie napisanej pod kierunkiem prof. dr. hab. Ludwika Florka rozprawy pt. Ochrona praw w trakcie nabywania i praw nabytych w ramach koordynacji systemów zabezpieczenia społecznego w Unii Europejskiej otrzymała stopień naukowy doktora nauk prawnych w zakresie prawa, specjalność: prawo pracy. Tam też w 2017 na podstawie dorobku naukowego oraz rozprawy pt. Prawo pracy a prawo ubezpieczeń społecznych uzyskała stopień doktora habilitowanego nauk prawnych w zakresie prawa, specjalność: prawo ubezpieczeń społecznych. Została adiunktem Uniwersytetu Warszawskiego zatrudnionym w Instytucie Nauk Prawno-Administracyjnych w Katedrze Prawa Pracy i Ubezpieczeń Społecznych.